# Balatonmáriafürdő

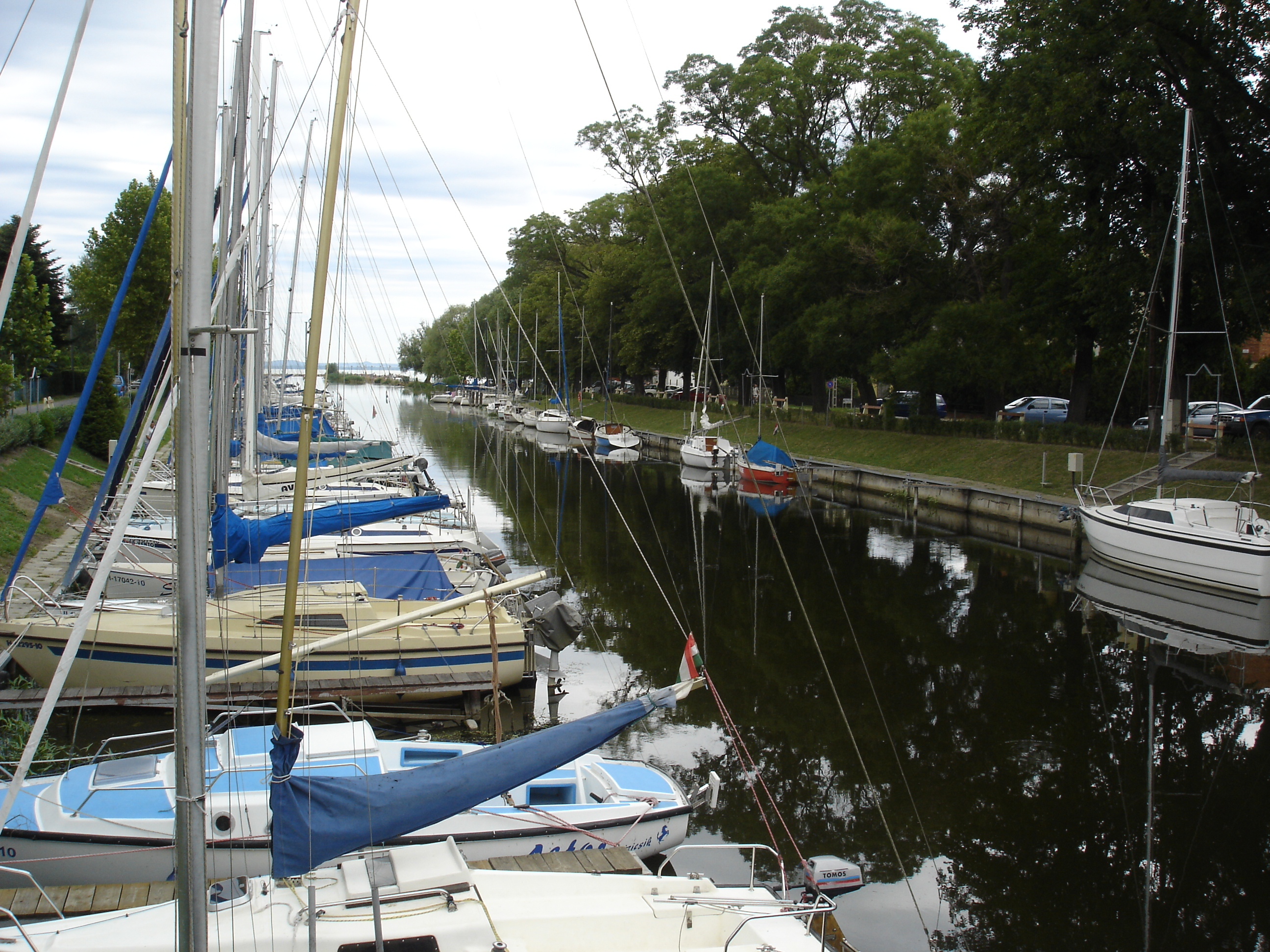
Balatonmáriafürdő Övcsatornája – Kikötő

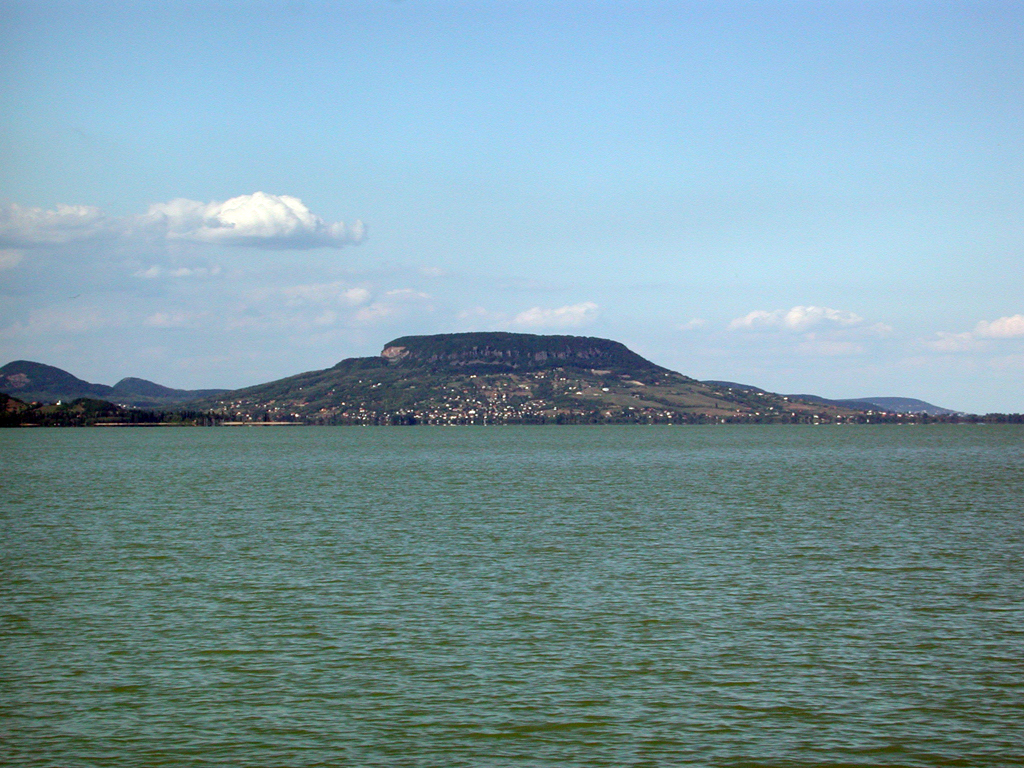
Balatonmáriafürdőről Badacsony irányába nyílò látkép

Balatonmáriafürdő (németül: Marienbad) község Somogy vármegyében, a Marcali járásban.

## Fekvése
A község a Balaton délnyugati partján, Balatonfenyves és Balatonkeresztúr között fekszik a Szigliget és Balatonederics közti öböllel átellenben. Közigazgatási területe a két fenti település között elterülő 6-700 méter széles és mintegy 6 kilométer hosszú tóparti sávból áll, amely csaknem teljes egészéban belterület. A tó vízterületén határos Szigligettel és Balatongyörökkel is.

### Megközelítése
A közelében, déli határszélétől nem messze húzódik a Budapest és Letenye közötti 7-es főút, valamint az azzal párhuzamos M7-es autópálya, ezeken kényelmesen elérhető Budapest-Székesfehérvár-Siófok és Nagykanizsa felől is (az autópályáról a balatonfenyvesi vagy a balatonszentgyörgyi lehajtónál kell letérni). 
Közigazgatási területét az országos közutak közül csak a Balatonkeresztúr-Balatonberény közt húzódó 7119-es út érinti.
A hazai vasútvonalak közül a településen a Balaton déli parti településein végigvezető 30-as számú Budapest–Murakeresztúr-vasútvonal halad át, melynek itt, a falu nyugati részén, a 7119-es út vasúti keresztezésétől nem messze egy megállási pontja van, Balatonmáriafürdő vasútállomás. Ez a vasútvonal jó összeköttetést biztosít a fővároson kívül még egy nagyvárossal, Székesfehérvárral, és Nagykanizsával is.

## Története
A terület a 19. század végén még a Festetics család hitbizományi birtoka volt, amelyet Festetics Tasziló idején a filoxéra károsultjainak parcelláztak. A berek és a Balaton között húzódó homokos területre szőlőjüket elvesztett zalai gazdák érkeztek, akik úgy vélték, hogy a homokos területen a filoxéra kevésbé pusztít. 
A terület parcellázását Gróf Széchenyi Imre kormánybiztos kapta feladatul. Az ő érdeme is, hogy három-négy év alatt újra a hazai és a külföldi elvárásoknak is megfelelő magyar bort tudtak készíteni a helyi gazdák.
Az idő múlásával egyre többen kezdtek fürödni is a térségben, de az első fürdőház csak az 1880-as években jött létre, az első fürdőegylet pedig csak 1902-ben alakult. A Déli Vasút Társaság is megállóhelyet létesített itt, ezt 1932-ben a MÁV vette át.
Máriatelepen és Hullámtelepen egyre több szálloda és panzió létesült. Divatba jött a nyaralás, 1925-ben Máriatelep néven egyesítették a két területet. Nevét nem Szűz Máriáról,  hanem Széchenyi gróf feleségéről, Andrássy Máriáról kapta. A kikötő sokkal később, csak 1969-ben készült el; akkor kezdődött keleti oldalán a mocsarasodás, mivel az építmény akadályozza a lerakódott iszapot elhordani képes áramlatok működését. A kikötő építésekor  a tóból jelentős területet fel is töltöttek. 
A település neve 1927-ben változott Balatonmáriafürdőre.
A második világháború a Balaton déli partján is végigsöpört, s a település többször cserélt gazdát a német és a szovjet csapatok között. A németek Balatonberény vonalában ásták be magukat, s miután a szovjetek másodszor is elfoglalták a települést, kitelepítették a nyaralókban bujkáló polgári lakosságot. A mai „Csatorna-parton” lévő hidakat a visszavonuló német csapatok felrobbantották, s a lakosság sokáig csak egy fahídon tudott közlekedni.
Az 1956-os események viszonylagos nyugalomban zajlottak. A forradalom hírére a 36. Műszaki Zászlóalj (Marcali) 3 katonát küldött a postán lévő telefonközpont védelmére.  A forradalmi tömeg az állami épületeken lévő vörös csillag eltávolítása után megegyezett a helyszínen lévő katonákkal, hogy amennyiben eltávolítják sisakjaikról a vörös csillagot, nem követelik átállásukat. A zászlóalj parancsnoka – Varga Tibor őrnagy – másnap átállt a forradalom oldalára; e tettéért később megfosztották rangjától és börtönbüntetéssel sújtották.
A mai Rákóczi és Dózsa György út menti házak nagy többségéhez utcaközösségi magánlejárók tartoznak, oly módon, hogy a part menti terület osztatlan közös tulajdonban van, amelyekhez számos – még a parcellázás korából eredő – szolgalmi (pl. vízmerítési, bányászati stb.) jog társulhat. Az 1960-as évekig még utcanevek sem voltak ezen a területen, mivel a kialakított utcák eredetileg a háztulajdonosok birtokához tartoztak, amelyeket közös megegyezéssel alakítottak ki a könnyebb közlekedés érdekében.
A lakók – jelentős részben nyugdíjasok – száma az 1970-es évekig egyre nőtt. 1918-ban 555, 1926-ban 711, 1944-ben 800 lakost számoltak össze. 1977-ben azonban az elmúlt harminc évhez képest csökkent a népesség. 2012-ben 784 lakosa és 425 lakóingatlanja volt a településnek, üdülőingatlanként pedig 2285 házat tartottak nyilván.
1942-ben épült a parkszálló; ekkor 2760 látogatót számoltak össze, köztük 45 külföldit.
A község további fejlődése során emeletes szállóhelyek, éttermek, üdülőházak épültek, s a legnagyobb fejlődést az 1969-ben elkészült kikötő hozta el: a nyári időszakban rendszeresen indulnak személyszállító hajók Balatongyörökre, Szigligetre és Badacsonyba, és a kikötő építésekor kialakított móló lett az egyik legkedveltebb látványossága az üdülőtelepülésnek, ahonnét végig lehet nézni  a szép balatoni naplementét. Vonzzák a turistákat a hangulatos faluközpont hosszú bazársorai is. 
Balatonmáriafürdő ma is gyorsan fejlődik. A magyar vendégeken kívül sok a német nyelvterületről érkező is, egy német partnertelepülése és német vendéglői is vannak.  
Két másik településsel, Balatonkeresztúrral és Balatonberénnyel közös hivatala van. 2007-ben átkerült a Fonyódi kistérségből a Marcali kistérségbe, majd 2013-ban a Marcali járás része lett.

## Közélete

### Polgármesterei
- 1990–1994: Szirják László (Baráti Kör Egyesülete)[3]
- 1994–1998: Szirják László (független)[4]
- 1998–2002: Szirják László (független)[5]
- 2002–2006: Dr. Bollók Sándor (független)[6]
- 2006–2010: Galácz György Vince (független)[7]
- 2010–2014: Galácz György Vince (független)[8]
- 2014–2019: Galácz György Vince (független)[9]
- 2019–2024: Galácz György Vince (független)[10]
- 2024– : Balog Mátyás (független)[1]

## Népesség
A település népességének változása:
| Lakosok száma | 691  | 731  | 700  | 873  | 749  | 836  | 835  |
|               | 2013 | 2014 | 2015 | 2021 | 2022 | 2023 | 2024 |

A 2011-es népszámlálás során a lakosok 77,4%-a magyarnak, 3,7% németnek, 0,3% románnak, 0,3% szlováknak mondta magát (22,4% nem nyilatkozott; a kettős identitások miatt a végösszeg nagyobb lehet az ). Amennyiben re vallási megoszlás a következő volt: római katolikus 53,5%, református 3,3%, evangélikus 1,2%, görögkatolikus 0,2%, izraelita 0,2%, felekezet nélküli 7,8% (33,1% nem nyilatkozott).
2022-ben a lakosság 87,2%-a vallotta magát magyarnak, 6,1% németnek, 0,3% szlováknak, 0,1-0,1% cigánynak, örménynek és románnak, 3,2% egyéb, nem hazai nemzetiségűnek (11,2% nem nyilatkozott; a kettős identitások miatt a végösszeg nagyobb lehet 100%-nál). Vallásuk szerint 37,5% volt római katolikus, 3,2% református, 2,7% evangélikus, 1,6% egyéb keresztény, 1,3% egyéb katolikus, 11,5% felekezeten kívüli (42,1% nem válaszolt).

## Szórakozás
- Delta Retro Music Factory, 8647 Balatonmáriafürdő, Rákóczi út 1-2
- Club Black Magic, 8647 Balatonmáriafürdő, Vasút tér
- Szkíta Dance Hall, 8647 Balatonmáriafürdő, Gr. Széchényi Imre tér 1

## Partnertelepülések
Balatonmáriafürdőnek három partnertelepülése van:
- Lengyelország, Koźmin Wielkopolski
- Németország, Auleben
- Szlovákia (Felvidék), Hetény